# Jack Acland

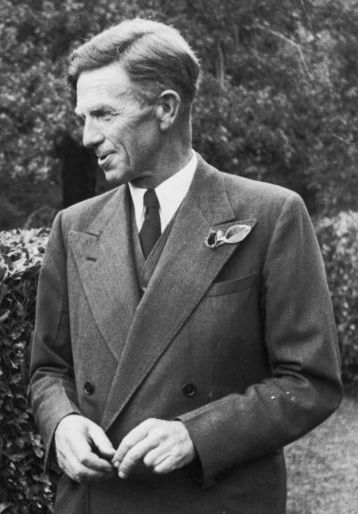
Jack Acland (1956)

Sir Hugh John „Jack“ Dyke Acland KBE (* 17. Januar 1904 in Christchurch; † 26. Januar 1981 in Mount Peel, Neuseeland) war ein neuseeländischer Landwirt und Politiker der New Zealand National Party, der zwischen 1942 und 1946 Mitglied des Repräsentantenhauses sowie von 1946 bis 1972 Vorsitzender des Ausschusses für Wolle (New Zealand Wool Board) war.

## Leben

### Herkunft, Farmer und Kommunalpolitiker
Acland war der älteste Sohn des Arztes Hugh Thomas Dyke Acland, der für seine medizinischen Verdienste 1933 zum Knight Bachelor geschlagen wurde. Sein Großvater John Barton Arundel Acland ließ sich 1855 in Canterbury nieder und gründete zusammen mit Charles Tripp in Mount Peel die erste Hochland-Schafzucht in dieser Region. Sein Urgroßvater war der britische Politiker Thomas Dyke Acland, der mehrere Jahre die Wahlkreise Devon und North Devon im House of Commons vertreten hatte und 1794 Baronet wurde.
Er selbst arbeitete nach dem Besuch des dortigen Christ’s College auf verschiedenen Besitztümer in Northland und Canterbury sowie als Verkäufer in Addington. Nach einem zweijährigen Arbeitsaufenthalt in Australien übernahm er zusammen mit seinem Bruder Colin Acland die Leitung des Familienunternehmens in Mount Peel, ehe er 1933 alleiniger Geschäftsführer wurde. Am 12. Juni 1935 heiratete er in Waipukurau Katherine Wilder Ormond, deren Großvater John Davies Ormond mit Unterbrechungen 26 Jahre lang Mitglied des Repräsentantenhauses war, und deren Bruder John Ormond zwei Mal erfolglos für ein Mandat im Repräsentantenhaus kandidiert hatte. Aus der Ehe gingen drei Söhne und drei Töchter hervor.
Zur Stärkung des Besitzes verpachtete er 1938 rund 40.000 Acre und reduzierte den Besitz auf nur noch 17.200 Acre. Danach erfolgte die Vernichtung von Ginster und Gestrüpp sowie der Bau von Straßen und die Anlage von etwa 1000 Acre Weidefläche. In der Folgezeit wuchs der Viehbestand und die Intensivierung der Zucht, so dass das Unternehmen florierte.
Neben seiner beruflichen Laufbahn begann Acland, der auch Laienprediger der Anglikanischen Kirche war, in den 1930er Jahren auch sein politisches Engagement in der Kommunalpolitik, und zwar zwischen 1934 und 1942 Mitglied des Rates des damaligen Geraldine County sowie zugleich von 1940 bis 1959 als Mitglied des Beirates für Krankenhäuser in South Canterbury.

### Abgeordneter des Repräsentantenhauses
Bei den Wahlen 1942 wurde Acland als Kandidat der New Zealand National Party im Wahlkreis Temuka zum Mitglied des Repräsentantenhauses gewählt. Im Parlament nahm er weitgehend eine neutrale, liberale Position ein und engagierte sich insbesondere für Angelegenheiten der Südinsel und forderte eine größere Autonomie für die kommunalen Gremien. In erster Linie trat er für eine „Beendigung der psychologischen und wirtschaftlichen Folgen der geringen Geburtenrate“ (‚to remove the psychological and economic causes of the low birth-rate‘) ein. Weiterhin forderte er geringere Steuern für Familien mit geringen Einkommen, subventionierte Hilfe für Mütter sowie eine generelle Familienunterstützung, was ihm zwar Unterstützung von Mitgliedern der New Zealand Labour Party (NZLP), nicht aber seiner eigenen Partei einbrachte.
Nachdem zu den Parlamentswahlen 1946 sein Wahlkreis aufgelöst worden war, wurde ihm der entfernter liegende Wahlkreis Timaru angeboten. Er erlitt jedoch eine knappe Wahlniederlage und schied somit aus dem Repräsentantenhaus aus. Anschließend trat er aus der National Party aus und begründete seinen Parteiaustritt damit, dass „diese ihn offensichtlich nicht wollen und ich nicht sagen könnte, dass ich mich auf Augenhöhe mit ihnen befinde“ (‚they obviously did not want me and I can’t say that I see eye to eye with them‘).

### Vorsitzender des Ausschusses für Wolle

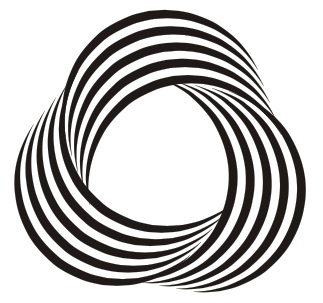
Das Gütezeichen des Internationalen Wollsekretariats (IWS), das zum Schutz australischer, neuseeländischer und südafrikanischer Wolle eingeführt wurde

1947 wurde Acland als Vertreter der Züchter in die 1944 gegründeten Ausschusses für Wolle (New Zealand Wool Board) gewählt. 1957 wurde er zunächst Vize-Vorsitzender sowie schließlich 1960 deren Vorsitzender. Die Wollproduktion sah sich zu dieser Zeit einem beginnenden Wettbewerb mit synthetischen Fasern ausgesetzt, und Acland leitete die Branchen übergreifende Reaktion. Die Schafzüchter und Wollproduzenten nahmen wachsende Ausgaben für Werbung und Forschung in Kauf, die 1961 zur Gründung der Forschungsorganisation für Wolle (Wool Research Organisation of New Zealand) führte. Der Wollausschuss entsandte junge Wissenschaftler zur Ausbildung ins Ausland und gab technische Hilfe für Mühlen, die neuseeländische Schafwolle verarbeitete und erließ Frachtvereinbarungen.
Als Mitglied des Internationalen Sekretariats für Wolle (International Wool Secretariat), dem neben dem New Zealand Wool Board auch der Australian Wool Board und der South African Wool Board angehörten, setzte sich Acland für einen gerechten Anteil an Förderung und Produktentwicklung für die neuseeländische Wolle ein. Zugleich besuchte er in dieser Funktion Schafzüchter in anderen Ländern und traf sich mit Gewerkschaftsfunktionären.
In den 1960er Jahren kam es zu einer Verbesserung in den Bereichen Verpackung und Schiffstransport von Wolle. Gleichzeitig führten die Forschungen zu wissenschaftlichen Vermessungen und Verkäufe von Proben von Wolle. Letztendlich schlug der Wollausschuss die Gründung einer Gesellschaft für Markenwolle vor, was von den Züchtern bis 1972 unterstützt wurde, bis die Behörde eine Empfehlung abgab, dass die Gesellschaft die Gesamtproduktion erwerben sollte. Acland stand dabei nicht aus persönlichen Gründen hinter dieser Empfehlung, sah diese jedoch als notwendig an, um die traditionellen Familienfarmen zu bewahren. Dagegen richtete sich jedoch der Widerstand der Züchter, der schlussendlich zur Aufgabe dieser Empfehlung führte.
Acland, der 1968 zum Knight Commander des Order of the British Empire (KBE) geschlagen wurde und seither den Namenszusatz „Sir“ führte, trat 1972 aus gesundheitlichen Gründen vom Vorsitz des Ausschusses für Wolle zurück, und verzichtete 1973 auch auf eine erneute Kandidatur für den Vorstand des Ausschusses.
Eine seiner Söhne, John Acland, wurde später Vorsitzender des Ausschusses der Fleischproduzenten (New Zealand Meat Producers’ Board), einer weiteren Organisation zur Förderung der neuseeländischen Landwirtschaft.

## Ehrungen
- 1968 –  Knight Commander des Order of the British Empire (KBE)